# 스웨덴 요리

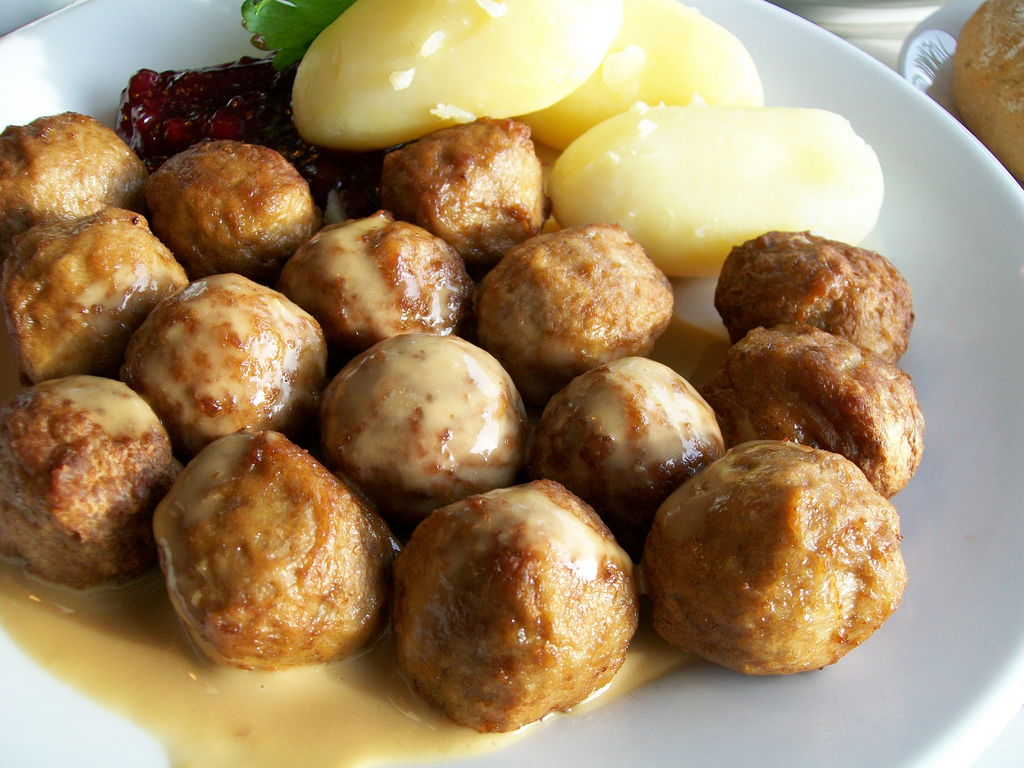
셰트불레

스웨덴 요리(Sweden 料理, 스웨덴어: svenska köket 스벤스카 셰케트[*])는 북유럽에 있는 스웨덴의 요리이다. 덴마크, 노르웨이와 같이 스칸디나비아 국가들처럼 전통적으로 조리법이 단순한 편이다. 생선, 특히 청어와 고기, 감자가 주요 식품 재료이며, 향신료의 사용은 적다. 
유명한 요리로는 전통적으로 육즙과 삶은 감자, 월귤잼을 곁들인 스웨덴식 미트볼 셰트불레와, 팬케이크, 루테피스크와 스웨덴식 부페인 스뫼르고스보르드(smörgåsbord)가 있다. 아크바비트(akvavit)는 인기있는 증류된 술이며, 스납스(snaps)를 마시는 것은 문화적 중요도를 가진다. 납작하고 건조하며 바삭바삭한 전통적인 빵인 크네케브뢰드(knäckebröd)는 근래에 들어 여러가지의 형태를 지니며 발전해왔다. 지역적으로 중요한 음식은 북스웨덴에는 발효한 청어인 수르스트뢰밍(surströmming)이 있으며, 남스웨덴의 스카니아에는 장어가 있다. 스웨덴은 전통적으로 외국의 영향에 개방적이며 18세기에 프랑스 요리에서부터, 오늘날 초밥이나 카페 라테 등의 예가 있다.

## 같이 보기
- 북유럽 요리